# Kalakpa vildtreservat
Kalakpa vildtreservat, eller Kalakpa Game Production Reserve er et 32.020 ha skovreservat i Ghana.

## Historie
Det beskyttede område blev grundlagt i 1975 af den ghanesiske regering og ligger ved foden af Togobjergene i Ho kommune. Før området blev et vildtreservat, fungerede det primært som et foretrukket jagtområde for udlændinge i Ghana.

## Geografi
Reservatet ligger i den sydøstlige del af landet, omkring 120 km nordøst for hovedstaden Accra og omkring 30 km syd for regionen Voltas hovedstad, Ho.

## Miljø
Reservatet ligger i skov/savanne-randzonen og indeholder adskillige klippefyldte bakker. Vegetationen er domineret af tør Borassus- ogCombretumskov, gennemskåret af gallerier af tør halvløvfældende regnskov. Den er blevet udpeget som et vigtigt fugleområde (IBA) af BirdLife International, fordi det understøtter betydelige bestande af mange fuglearter.

## Trusler
- I 2009 var der rapporter om indgreb i Kalakpa-ressourcereservatet.[6]
- I 2016 var der også rapporter om ulovlig skovhugst i Kalakpa Resource Reserve i Volta-regionen, med risiko for, at reservatet ville miste de fleste af sine træer.[7]
- I 2018 sagde regionsministeren, at man skulle overveje brug af magt for at flytte indtrængerne. Omkring 28 lokalsamfund med en befolkning på omkring 2.000 indbyggere fra de fire distrikter, der huser reservatet; Adaklu, Ho West, North og Central Tongu, beboede reservatet ulovligt.[8][9]